# Albert de Montet
Albert de Montet, né à Vevey le 15 avril 1845 et mort dans la même ville le 9 janvier 1920, est un militaire, historien, et personnalité politique vaudois.

## Biographie
Albert de Montet fait ses études à Vevey et à Morges, puis à l'institut Fellenberg à Hofwil. Après avoir obtenu son baccalauréat ès lettres et ès sciences à l'université de France (Paris), il commence une carrière militaire en Autriche (1864), notamment dans la cavalerie. À son retour en Suisse (1879), il est nommé commandant d'un escadron de dragons. Membre du conseil communal de Vevey (1882-1888), il est l'un des fondateurs du Musée historique du Vieux-Vevey). Il s'installe à Chardonne dès 1888 où il est, de 1889 à 1903, municipal, puis vice-président de la municipalité, et membre du synode de l'Église nationale. Il reçoit la bourgeoisie de Chardonne lors du centenaire de la proclamation de l'indépendance vaudoise, le 24 janvier 1898.
Passionné d'histoire et d'archéologie, il publie le Dictionnaire biographique des Genevois et des Vaudois, entre 1877 et 1878, puis s'intéresse à l'histoire de Vevey et de La Tour-de-Peilz sur laquelle il rédige des articles publiés dans la Revue historique vaudoise et dans d'autres revues ou collections. Il collabore également au Dictionnaire historique du canton de Vaud.
Secrétaire de la société d'histoire de la Suisse romande (1887-1903), dont il est l'un des plus anciens membres, il participe à la création de la société vaudoise d'histoire et d'archéologie. En 1918, il lègue à la ville de Vevey un manuscrit contenant l'histoire de toutes les familles bourgeoises veveysannes dès le XVIe siècle, six cent trente généalogies ainsi que d'autres documents. La bibliothèque cantonale vaudoise reçoit presque tout le reste de son importante collection d'ouvrages en 1919.

## Recherches généalogiques et archives
Albert de Montet a été un érudit passionné par la généalogie et l'histoire. Au fil des années, il a rassemblé une vaste collection de documents relatifs à ses recherches, tant pour la publication de ses ouvrages que pour sa satisfaction personnelle.
Il a notamment conservé des documents de son oncle Marc, ainsi que d'autres papiers familiaux. Après son décès, ces précieux documents ont été conservés par sa famille.
En 1951, Jean de Montet, un membre de la famille, a décidé de déposer ce fonds aux Archives cantonales vaudoises. Ces archives offrent un aperçu précieux de la période allant de 1865 à 1920, reflétant ainsi les années les plus actives d'Albert de Montet en tant que chercheur.[source insuffisante]

## Publications (liste partielle)
- Dictionnaire biographique des Genevois et des Vaudois qui se sont distingués dans leur pays ou à l’étranger par leurs talents, leurs actions[,] leurs œuvres littéraires ou artistiques etc., Lausanne, Bridel : t. 1, 1877, 429 p. ; t. 2, 1878, 644 p.

### Sources
- « Albert de Montet », sur la base de données des personnalités vaudoises sur la plateforme « Patrinum » de la Bibliothèque cantonale et universitaire de Lausanne.
- F. Müller, "Albert de Montet, historien (1845-1920)", in Vevey à travers les siècles, 1978, p. 7-9
- "Albert de Montet", in Revue historique vaudoise, 1920, p. 58-62
- "Albert de Montet, historien", in La Patrie suisse, 1920, p. 26-27
- SVHA: Bibliographie

### Fonds d'archives
Fonds : Montet (Albert de) (1393-1981) [3,10 linéaires, 26 boîtes].  Cote : CH-000053-1 P Montet. Archives cantonales vaudoises (présentation en ligne).